# Friedrich Merz
Joachim-Friedrich Martin Josef Merz (Brilon, 1955. november 11. –) német ügyvéd, lobbista és politikus, a német Kereszténydemokrata Unió (CDU) elnöke, a Bundestag tagja. A 2025-ös német szövetségi választáson a pártja szerezte a legtöbb szavazatot, így a 2025. május 6-tól hivatalba lépő Merz-kormány vezetőjeként Németország kancellárja lett. 
1989 és 1994 között az Európai Parlament tagja, majd 1994 és 2009 között Bundestag képviselő volt. 2000 és 2002 között CDU/CSU frakcióvezető, egyben a parlamenti ellenzék vezetője volt. Ezt követően folytatta ügyvédi praxisát és multinacionális cégek tanácsadójaként, lobbistájaként is dolgozott.
2018-ban Merz sikertelenül pályázott a CDU elnöki posztjára. 2019-től a tiszteletbeli tagként a CDU Üzleti Tanácsa alelnöke. 2020-ban feladta üzleti tevékenységét, hogy kizárólag a politikai munkára összpontosíthasson, és ismét ringbe szállt a Kereszténydemokrata Unió elnöki tisztségéért, egyben Angela Merkel kancellár 2021-ben megüresedő helyéért, miután Annegret Kramp-Karrenbauer bejelentette, hogy a következő pártkongresszust követően nem kívánja tovább betölteni a párt elnöki posztját. A koronavírus-járvány miatti többszöri halasztást követően, 2021. január közepén megtartott, 2 napos, digitális pártkongresszus keretében megtartott elnökválasztáson, 2021. január 16-án ismét vereséget szenvedett, ezúttal Armin Laschettől.
A 2021-es Bundestag-választáson Merz Hochsauerland körzetéből közvetlenül megválasztott képviselőként újra bejutott a Bundestagba. 
A pártelnök, Laschet, választási bukását követően, harmadik nekifutásra, a CDU tagsága, majd közgyűlése szavazatainak abszolút többségével sikerült elnyernie a Kereszténydemokrata Unió elnöki székét. Friedrich Merz, 2022. január 31-én lett hivatalosan a CDU elnöke. 2025 januárjában a CDU/CSU Merzet választotta kancellárjelöltjének a február 23-i előrehozott választásokra. Bár pártja megnyerte a választást, és nagykoalíciót kötött az SPD-vel, addig egyedülálló módon a Bundestagban elsőre nem szerezte meg a kancellárrá választáshoz szükséges szavazatokat, így csak az aznapi második szavazáson sikerült megválasztani.

## Fiatalkora, tanulmányai, magánélete
Friedrich Merz 1955-ben született, a Merz házaspár négy gyermeke közül ő a legidősebb. Apja, Joachim Merz (* 1924) az arnsbergi kerületi bíróság bírája, aki 2007-ig a CDU tagja volt. Édesanyja, Paula Merz (* 1928, született Paula Sauvigny néven) a befolyásos Sauvigny családból származik. Merz nagyapja, Josef Paul Sauvigny 1917 és 1937 között ügyvéd, és egyben Brilon polgármestere volt.

### Tanulmányai
Friedrich Merz 1966 és 1971 között a briloni Petrinum Gimnázium tanulója volt, ahol annak idején apja, Joachim Merz jogot tanított. A Petrinumban Merz fegyelmezetlen, tanulási nehézségekkel küzdő, tanulónak számított. Miután megismételte a 8. osztályt, Merznek súlyos fegyelmi rendellenességek miatt 1971-ben el kellett hagynia a Petrinum Gimnáziumot. Más források szerint egyenesen kicsapták onnan.
Merz maga is nyilatkozott a volt briloni iskolai gondjairól:
Viszonylag korán elkezdődtek problémáim a szüleimmel, vállig érő hajam volt, motorral versenyeztem a városban, két barátommal elkezdtünk dohányozni, rendszeresen söröztünk…
Joachim Merz (Friedrich Merz, az apja) szerint fia kis híján csak a kőművességig vitte. 2000-ben Joachim Merz interjút adott a Sat.1 televíziónak, ahol így kommentálta Friedrich Merz tanulmányi eredményeit a briloni gimnáziumban:
Akkoriban a helyi középiskolában tanítottam jogot. Óra után aztán, ahogy lehetett, igyekeztem mihamarabb kifelé, mert a tanárok mindig igyekeztek megtalálni, utánam szólni, személyesen tudatni velem a fiam legújabb botrányait. Ő [Friedrich Merz] Summerhill könyvével aludt a párnája alatt, nem volt hajlandó tanulni. Az iskolai feladatai elvégezése helyett inkább gitározott.
Aztán az 1971/72-es tanévtől Merz a rütheni Friedrich-Spee-Gimnáziumra váltott. Rüthenben Merz iskolai teljesítménye lényegesen pozitívabban alakult. Az érettségi vizsgákat letette, és 1975-ben megszerezte az általános egyetemi felvételi képesítést.

### Pályakezdése
Harckocsitüzérként eltöltött 15 hónapos katonai szolgálat után Merz 1976-ban tizedesként távozott a Bundeswehrtől. A Konrad Adenauer Alapítvány ösztöndíjasaként 1976 és 1982 között jogot tanult a bonni és a marburgi egyetemen. Tanulmányait 1982-ben fejezte be az első jogi államvizsgával. 1982 és 1985 között a saarbrückeni regionális bíróságon dolgozott. A második jogi államvizsga után Merz 1985 és 1986 között vizsgálóbíróként dolgozott a saarbrückeni járásbíróságon. 1986 és 1989 között a Verband der Chemischen Industrie (VCI) tanácsadója volt Bonnban és Frankfurt am Mainban.

### Magánélete
Friedrich Merz a feleségével Charlotte Merzcel (* 1961, született Charlotte Gass néven) 1980. augusztusában egy bonni diplomaosztón találkozott, majd 1981. júniusában házasságot kötöttek. A házasságkötésük időpontjában az első gyermekük már úton volt, de ezen terhességét nem tervezték. Charlotte Merz az arnsbergi járásbíróság vezetője. A Merz házaspárnak három felnőtt gyermeke és a 2025 évi adatok szerint hét unokája van. A legidősebb fiúk, Philippe Merz. filozófiából doktorált, és a freiburgi Thales Academy for Economics and Philosophy társalapítója és ügyvezetője. Az egyik lányuk, Constanze Merz sebészként dolgozik; férje szintén orvos. A másik lányuk, Carola Merz (házasságát követően Carola Clüsener) Hamburgban ügyvédként dolgozik. Merz számára fontos volt, hogy gyermekeit távol tartsa a nyilvánosságtól. Friedrich Merz  Római katolikus, felesége evangélikus vallású. 1994 óta Arnsbergben élnek. Merznek nyaralója van Gmund am Tegernseeben (Bajorország) és magánpilóta-engedéllyel is rendelkezik, emellett klarinétozik, illetve rádióamatőr, DK7DQ hívójellel. 2000-ben Friedrich Merz mesélt briloni ifjú éveiről a berlini Tagesspiegelben, ebben az interjúban is magatartási problémákkal küzdő fiatalként jellemezte magát.

## Politikai pályája

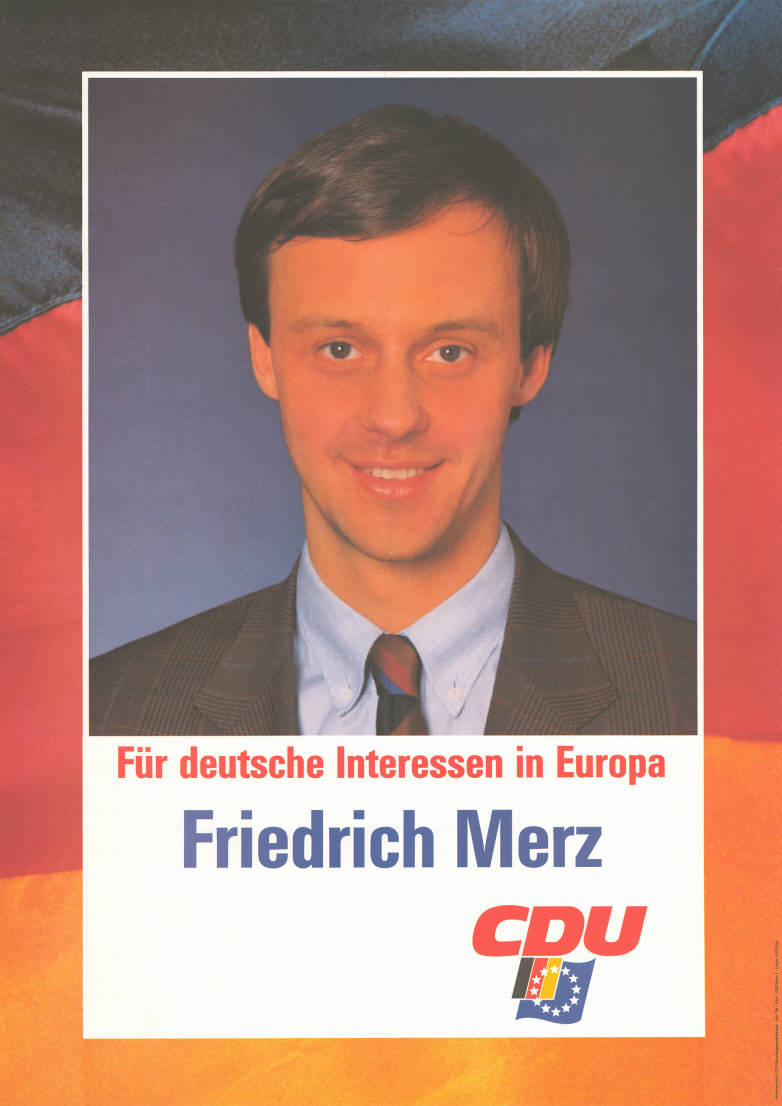
"Német érdekekért Európában "Friedrich Merz, mint ifjú kereszténydemokrata 1989-ben

Friedrich Merz 1972-ben középiskolásként csatlakozott a CDU-hoz, és szabadidejében intenzíven részt vett a briloni Junge Unionban, amelynek 1980-ban elnöke is volt. Politikai tevékenységét főleg a parlamentben fejtette ki. Az 1989-es európai választásokon Merzet beválasztották az Európai Parlamentbe, amelynek 1994-ig tagja volt. 1994 és 2009 között Merz a német Bundestag tagja, 1996 és 1998 között a CDU/CSU parlamenti képviselőcsoportjának vezetőjeként a pénzügyi bizottság elnöke volt. Az 1998-as Bundestag-választások után Merz először 1998 októberében lett alelnök, majd 2000 februárjában Wolfgang Schäuble utódja lett a CDU/CSU parlamenti képviselőcsoportjának elnökeként és így egyben az ellenzék vezetője is.   
Angela Merkel, a CDU pártelnöke a 2002. évi szövetségi választások után a parlamenti frakció elnöki tisztségét magának követelte, így Merzet a parlamenti frakció elnökhelyettesévé választották. 2004 decemberében lemondott erről a tisztségről.
Merz mindig a hochsauerlandkreisi választókerület közvetlenül, egyéni listán megválasztott tagjaként került a Bundestagba, ahol a 2005-ös Bundestag választásokon 57,7 százalékkal ő érte el a legjobb első fordulós szavazási eredményt. 2007 februárjában Merz kijelentette, hogy a pártok belső nézeteltérései miatt nem indul újra a 2009-es szövetségi választásokon. 2009. október végén Merz kilépett a parlamentből. Utódja a választókerületben Patrick Sensburg volt, aki ezt követően megnyerte a választókerületet. Parlamenti megbízatása mellett Friedrich Merz ügyvédként dolgozott a kölni Cornelius Bartenbach Haesemann und Partner ügyvédi irodában 2002 és 2004 között.

## Az üzleti életben

### Korábbi felügyelőbizottsági megbízások
2005-ben Merz partner lett a Mayer Brown ügyvédi irodában. 2014 óta vezető tanácsos Mayer Brown düsseldorfi irodájában. Merz ügyvédi tevékenysége mellett az alábbi felügyelőbizottságok, tanácsadó testületek és igazgatási tanácsok tagja volt:
- DBV-Winterthur Holding AG
- Commerzbank AG (2009 végéig)
- IVG Immobilien AG (2010. május 20-ig)
- AXA Group AG (2014. június 30-ig)
- BASF Antwerpen N.V. (2014. június 30-ig)
- Borussia Dortmund Geschäftsführungs-GmbH (2014. június 30-ig)
- Deutsche Börse AG (2015. május 13-ig)

2010-ben Merzet kinevezték a HSBC Trinkaus & Burkhardt, a HSBC Holdings plc (Hong Kong és Shanghai Banking Corporation) leányvállalatának igazgatóságába. Ugyanebben az évben a Soffin bankmentő alap megbízta Merzet, hogy vezesse a WestLB magánbefektetőnek történő eladásának folyamatát. 2010 júniusában a HSBC Trinkaus & Burkhardt felügyelőbizottságába választották. Miután megkezdődtek a tárgyalások a WestLB részleges eladásáról a HSBC Trinkaus & Burkhardt céggel, tevékenysége 2011. május közepén véget ért. Néhány médium összeférhetetlenségre gyanakodott a HSBC felügyelőbizottságában való tagsága miatt, amelyet Merz elutasított. Meg nem erősített médiaértesülések szerint 5000 eurós napidíjat kapott. A Bundesverband Deutscher Unternehmensberater (BDU) szerint egy ilyen nagyságrendű napidíj ugyan nem gyakori, de mértéke még „a felső határon belül” mozog.

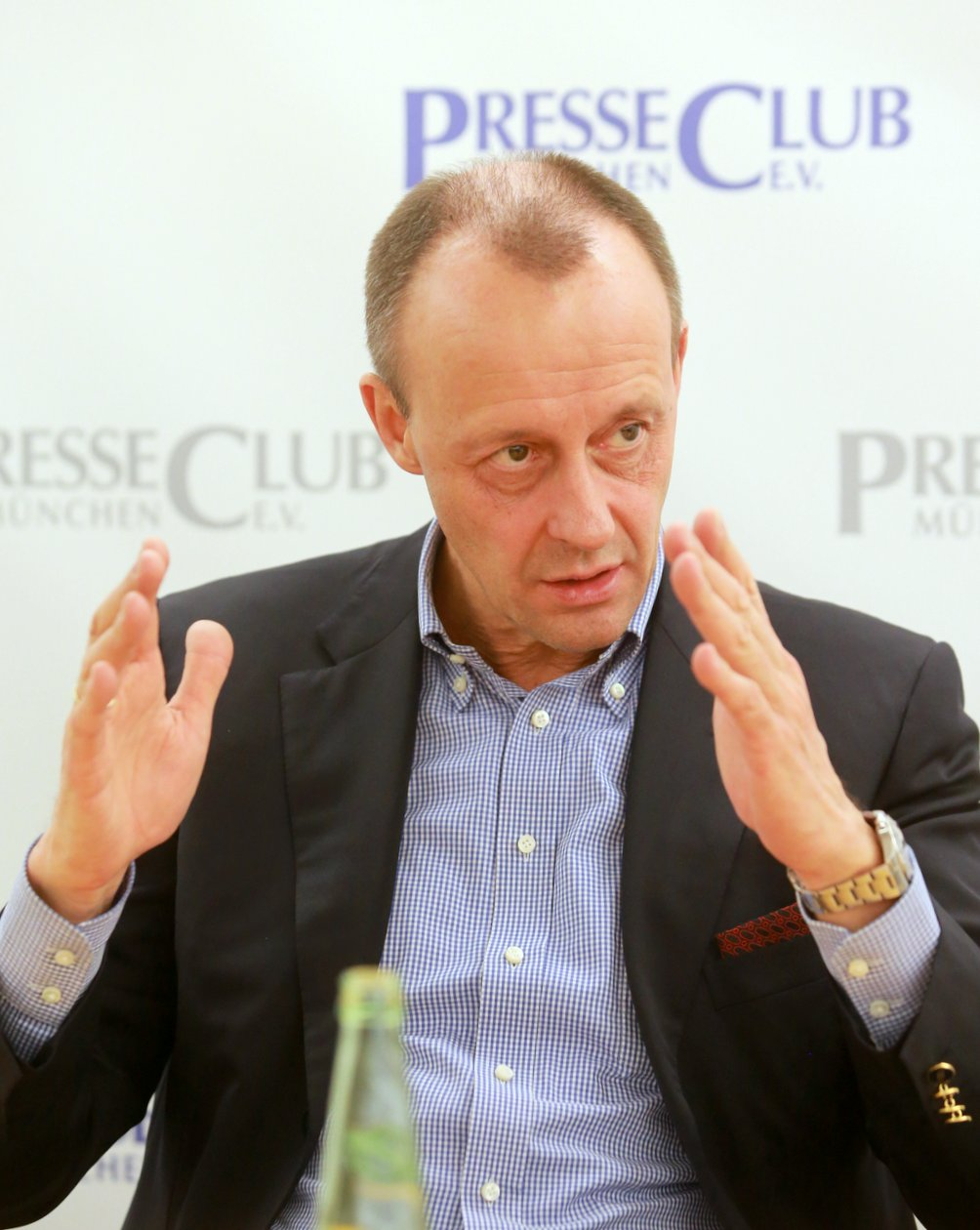
Friedrich Merz, a müncheni nemzetközi sajtóklubban (2017)

2016 és 2020 között Merz a németországi BlackRock felügyelőbizottságának elnöke és lobbistája volt (a BlackRock a világ legnagyobb vagyonkezelője). Ezzel összefüggésben is többen az összeférhetetlenség vádját vetették fel Merz 2018-as CDU pártelnök-jelöltségével kapcsolatban a német sajtóban. A támadások hatására Merz 2020 februárjában bejelentette, hogy 2020. március 31-ével megszünteti felügyelőbizottsági megbízatását a Blackrockban, és ezt követően politikailag lesz aktívabb.

### Aktív felügyelőbizottsági megbízások
Merz 2009 óta a WEPA Industrieholding SE felügyelőbizottságának elnöke, 2017 óta a Flughafen Köln/Bonn GmbH felügyelőbizottságának elnöke.
A CDU független kereskedelmi szövetsége, a Gazdasági Tanács, amely nem rendelkezik szövetségi vagy különleges szervezeti státusszal a párton belül, 2019 júniusában alelnökévé választotta Friedrich Merzet. Mivel a tanács nem hivatalos CDU szövetség, ezért tevékenysége összeegyeztethető a felügyelőbizottság mandátumával. Észak-Rajna-Vesztfália tartományi kormánya 2017-ben megbízta Merzet az észak-rajna-vesztfáliai Brexit-hatások kezelésének koordinációjával.

## A CDU elnöke

### Sikertelen jelöltség (2018)
2018. október 30-án Friedrich Merz bejelentette, hogy Annegret Kramp-Karrenbauer és Jens Spahn mellett indul a pártelnöki posztért a CDU szövetségi pártkonferenciáján, 2018 decemberében. A jelöltség összekapcsolódott az úgynevezett Andok Paktum tagjai közötti állítólagos megállapodással, akik 2018 márciusában találkoztak Lehmann bíboros mainzi temetését követően, hogy megvitassák Angela Merkel utódlásának kérdését. A tanácskozás állítólagos vezetője Wolfgang Schäuble volt, aki állítólag konzervatív körökben támogatta Merzet a CDU pártkongresszusára való felkészülésben, és fontos kapcsolatokat mozgatott meg majdani megválasztása érdekében. A közös, fő motívum a bosszú és az elégedetlenség volt, egy Merkel elleni revans lehetőségének megteremtése. Friedrich Merz soha nem erősítette meg, de nem is cáfolta, hogy bekerült volna az Andok Paktumba. Merz a Spiegel hírmagazinnak is megerősítette, hogy nem kíván erről a témáról nyilatkozni.
A CDU 2018. december 7-i szövetségi pártkonferenciáján Merz a szavazatok 48,25 százalékát szerezte meg a második körös szavazáson, és evvel elveszítette Annegret Kramp-Karrenbauerrel szemben a választását.

### Újabb sikertelen jelöltség (2021 január)
Annegret Kramp-Karrenbauer 2020. február 10-én jelentette be, hogy 2020 folyamán lemond a CDU pártelnöki posztjáról. Ezután Merz 2020. február 25-én szövetségi sajtótájékoztató keretében jelentette be az újabb, 2020-as pártelnöki jelöltség vállalását. Merz mellett Armin Laschet jelöltette még magát, aki majdani elnökhelyetteseként Jens Spahnt nevezve meg. A harmadik versenytárs Norbert Röttgen lesz.
A koronavírus-járvány miatt az új CDU pártelnök megválasztására, többszöri halasztást követően, csak a 2021. január közepén megtartott kétnapos pártkongresszuson került sor, mely a párt történetében először teljesen digitális módon zajlott. A kongresszus második napján rendezett szavazáson, 2021. január 16-án Merz az első körben Laschetnél 5 szavazattal többet, 385 szavazatot kapott. A második fordulóban 466 szavazatot kapott az 1001 delegátustól, míg Laschet 521-et, így másodszor sem sikerült megnyernie a pártelnöki tisztséget.
A CDU vezetőségének 2021. április 19-ei, éjszakába nyúló, ülésén a CSU elnök, Söder ellenében Laschetet választották meg a CDU/CSU közös kancellárjelöltjének.  
Ezt követően Laschet úgy próbálta "becsatornázni" magához Merz, a legnagyobb vetélytárs, nálánál sokkal nagyobb népszerűségét, hogy felvette kampánycsapatába. Ezt avval indokolta, hogy Merz "szilárdan a teambe tartozik", és gazdasági–, pénzügyi szakértelmével döntő segítséget nyújthat abban, hogy a világjárvány lecsengését követő hatalmas kihíváson fenntartható módon lehessenek majd úrrá.

### A CDU elnöke (2022. január 31. –)
A 2021. szeptember 26-i a németországi szövetségi választáson Merz, közvetlenül megválasztott képviselőként, újra bejutott a Bundestagba, Hochsauerland választási körzetéből.
Miután Laschet viszont óriási kudarcot szenvedett el a CDU élén a szövetségi választáson, október 7-én lemondott a párt vezetéséről.  
Már 2021. december 17-én, a korábban még sosem volt, a teljes párttagság körében megtartott, bár hivatalosan nem kötelező érvényű, "csak előzetesen szondázó", pártelnökválasztáson Merz abszolút fölénnyel nyert. nyert. A pártelnökségért folytatott rövid kampányuk során riválisai, Norbert Roettgen csakúgy, mint Helge Braun Merkel örököseiként pozícionálták magukat. Velük szemben Merz határozott szakítást ígért a Merkel által 16 éven keresztül követett centrista irányvonallal. Összesen mintegy 400 000 CDU-tag szavazhatott online, vagy levélben. Merznek már a szavazás első körében sikerült megszereznie a tagság szavazatainak abszolút többségét, 62,1 százalékot, így második körös szavazásra nem volt szükség. A kérdésre, hogy reagált a szavazás eredményére, Merz azt válaszolta: 
"Csendesen csak annyit mondtam magamban, »WOW«; de csak csendesen, a győzelmi indulók távol állnak tőlem."
Merzet formálisan és hivatalosan a 2022. január 22-én tartott virtuális szövetségi pártkongresszuson választotta meg a CDU 1001 kongresszusi küldöttje. Végül 983 küldöttből 915 szavazott rá, így az érvényes szavazatok 94,6 százalékának megszerzésével lett a Bundestag legnagyobb ellenzéki pártja elnökévé. A szavazás úgynevezett "digitális előszavazás" volt, melynek eredményét írásban is megerősítették a küldöttek.
Annegret Kramp-Karrenbauer és Armin Laschet után Friedrich Merz lett a Keresztyéndemokrata Unió három éven belüli harmadik vezetője . Pártelnöki hivatalát hivatalosan 2022. január 31-én vette át.  Rögtön, hivatalba lépésekor hangsúlyozta, hogy a CDU-nak gyorsan és konstruktív módon el kell fogadnia ellenzéki szerepét: "Fontos, hogy a párt újra önbizalmat és magabiztosságot sugározzon, fontos, hogy így fogadjuk el az ellenzéki szerepünket, és ne azt mondjuk, hogy az ellenzéknek lenni csupán gagyiság, ahogy azt Franz Müntefering mondta" – hangsúlyozta Merz. "Nem, az ellenzék is választói mandátummal bír, alkotó része hazánk demokratikus rendjének. Ezért cselekednünk kell. És ha ezt jól tesszük, akkor a mai ellenzék a holnap kormánya lesz."
Közvetlenül Merz hivatalba lépése után a CDU/CSU 2021 nyara óta először vezetett ismét az SPD előtt a közvélemény-kutatásokban. 2022. február 15-én Merzet újra megválasztották a CDU/CSU frakcióvezetőjének a német Bundestagban, Ralph Brinkhaus helyére, aki úgy döntött, hogy visszalép a jelöléstől Merz javára. Így újra Merz lett az ellenzék vezetője, ahogy 2000 és 2002 között is ő volt. 
A Merz és a CDU első mérhetően komoly politikai előretörését a 2024. szeptember 1-jei tartományi választások hozták. A türingiai tartományi választáson 23,6 százalékkal az AfD után a második helyen végeztek, míg a szászországi tartományi választáson a szavazatok 31,9 százalékát kapták és evvel ebben a tartományban elsők lettek. Friedrich Merzék pártja ezekkel az eredményekkel számottevően megelőzte a kormányzó közlekedésilámpa-koalíció mindhárom történelmi pártját együttvéve is. Azok így végeztek: SPD: 6,1% | 7,3%; Zöldek: 3,2% | 5,1%; FDP: 1,1% | 0,9% (Türingia % | Szászország %).
A többi, a tartományi választásokon versengő párt a következő eredményeket érte el: AfD: 32,8% | 30,6%; BSW: 15,8% | 11,8%; Baloldal: 13,1% | 4,5% (Türingia % | Szászország %).
2024 szeptemberében Merz lett az Unió kancellárjelöltje a 2025-ös szövetségi választásokon, miután Hendrik Wüst (CDU) és Markus Söder (CSU) úgy döntött, hogy nem indul, és mindketten Merz támogatásáról nyilatkoztak.

## Milliomos középosztálybeli?
2018 novemberében kérdésre Merz a Bild újságnak adott interjújában elmondta, hogy ő olyan milliomos, aki a felső középosztályba tartozónak érzi magát:
Németországon belül magamat a felső középosztályba sorolnám […] és biztosan nem a nagyon szűk, kirívóan gazdag, nagyon jómódú felső tízezerhez. Rendezett személyes és gazdasági körülmények között élek, ami magas szintű személyes és politikai függetlenséget biztosít nekem.
Ez a kijelentése széleskörű lakossági visszhangra találtak. Újságírók, közgazdászok és pénzügyi tanácsadók sora a Németországban évente egymillió eurót kereső Merzet igenis a legfelsőbb vagyonos osztályba sorolták. A Deutsche Bundesbank szerint ha valaki legalább 722 ezer eurós vagyonnal rendelkezik, akkor az már a német lakosság legvagyonosabb 5 százalékához tartozik, vagyis egyértelműen a legfelső osztályhoz. Friedrich Merz magánvagyonát többek közt a következők képzik: Arnsbergben és Gmund am Tegernsee-ben lévő ingatlan, valamint két repülőgép, ezek egyike egy Diamond DA62-es, amelyen maga repül, és egy Socata TBM-910-es, amelyet a Volatus GmbH & Co. KG cégén keresztül bérel a WEPA Industrieholding SE-nek.

## Vallás
Merz fiatalkorában részt vett katolikus fiatal közösségekben, és egyetemista korában egy katolikus diákegyesület tagja volt. Egy konferencián hangsúlyozta, hogy a CDU párt nevében szereplő „C” betű az ember keresztény képét jelenti, utalva az abortusz témájára és a büntetőjogban rögzített ezzel kapcsolatos reklámtilalomra. Keresztény emberképének szempontjából tehát az abortusz reklámozása kizárt. A Bundestag tagjaként Merz az abortuszra vonatkozó szigorúbb szabályozás mellett szavazott, és 2001-ben szót emelt az implantáció előtti diagnosztika ellen.
A világban a keresztények egyre növekvő üldöztetése miatt Merz cselekvésre szólított fel, és többek között konkrétan is megnevezett olyan országokat, amelyekben „a politikai iszlám uralja az államot és a társadalmat”, valamint Indiát és Kínát sem hagyta ki a sorból. Kifejtette: „Ha a szabadságunk ér valamit számunkra, akkor azt meg kell védenünk, függetlenül attól, hogy hol és hogyan fenyegetik azt.”

## Díjai, kitüntetései
- 2004: Az új szociális piacgazdasági kezdeményezés (INSM) és az Frankfurter Allgemeine Sonntagszeitung „Az év reformerévé” választotta
- 2006: Dolf Sternberger-díj
- 2006: Orden wider den tierischen Ernst des Aachener Karnevalsvereins
- 2009: THW emléktábla
- 2016: Lucius D. Clay-érem

2018-ban Friedrich Merz elutasította a Ludwig Erhard Alapítvány által odaítélt Ludwig Erhard-díjat. Ezt az alapítvány elnöke, Roland Tichy jobboldali populista újságírói tevékenységével indokolta.

## Írásai
- Michael Glosszal: Soziale Marktwirtschaft im 21. Jahrhundert. Antworten der Wirtschafts-, Finanz- und Sozialpolitik auf die neuen Herausforderungen. Olzog, München 2001, ISBN 3-7892-8083-6
- Mut zur Zukunft. Wie Deutschland wieder an die Spitze kommt. Goldmann, München 2002, ISBN 3-442-15218-6
- Nur wer sich ändert, wird bestehen. Vom Ende der Wohlstandsillusion – Kursbestimmung für unsere Zukunft. Herder, Freiburg im Breisgau 2004, ISBN 3-451-05671-2
- Wachstumsmotor Gesundheit – Die Zukunft unseres Gesundheitswesens. Hanser, München 2008, ISBN 978-3-446-41456-3
- Mehr Kapitalismus wagen – Wege zu einer gerechten Gesellschaft. Piper, München 2008, ISBN 978-3-492-05157-6
- Wolfgang Clementtel: Was jetzt zu tun ist: Deutschland 2.0. Herder, Freiburg 2010, ISBN 978-3-451-30252-7

### Magyarul megjelent művei
- Új idők – új felelősség. Demokrácia és szociális piacgazdaság Németországban a 21. században; ford. Szabó Dezső; MCC Press, Budapest, 2022

## Fordítás
Ez a szócikk részben vagy egészben  a   Friedrich Merz című német Wikipédia-szócikk ezen változatának fordításán alapul.  Az eredeti cikk szerkesztőit annak laptörténete sorolja fel. Ez a jelzés csupán a megfogalmazás eredetét és a szerzői jogokat jelzi, nem szolgál a cikkben szereplő információk forrásmegjelöléseként.